# Elroy Smith
Elroy Smith (Belmopán, 30 de noviembre de 1981) es un futbolista beliceño que actualmente juega en el Belmopan Bandits de la Liga Premier de Belice.

## Carrera internacional
Fue convocado en la selección de Belice por primera vez en junio de 2004. Es el capitán de Belice y hasta la fecha ha sido internacional en 38 ocasiones, convirtiéndose en el jugador con más presencias en la selección beliceña. Por otro lado, ha disputado 12 partidos de eliminatorias mundialistas: 2 en 2006, 4 en 2010 y 6 en 2014.
También disputó la Copa de Oro 2013 con su país, torneo donde fue eliminado en primera fase.

## Clubes
| Club                    | País     | Año             |
| ----------------------- | -------- | --------------- |
| Valley Pride            | Belice   | 2002 - 2003     |
| Print Belize            | Belice   | 2003 - 2005     |
| New Site Erei           | Belice   | 2005 - 2006     |
| Wagiya                  | Belice   | 2006 - 2007     |
| Deportes Savio          | Honduras | 2007 - 2010     |
| Club Deportivo Marathón | Honduras | 2010 - 2011     |
| Deportes Savio          | Honduras | 2011 - 2012     |
| Club Deportivo Vida     | Honduras | 2012 - 2013     |
| CD Platense             | Honduras | 2013 - presente |